# Dinaspis magna
Dinaspis magna är en insektsart som beskrevs av Ferris 1941. Dinaspis magna ingår i släktet Dinaspis och familjen pansarsköldlöss.
Artens utbredningsområde är Panama. Inga underarter finns listade i Catalogue of Life.